# Podchýšská Lhota
Podchýšská Lhota je malá vesnice, část obce Chyšky v okrese Písek v Jihočeském kraji. Nachází se asi 1,5 kilometru jihozápadně od Chyšek. Dřívější název obce byl Tetourova Lhota a Tetaurova Lhota. Podchýšská Lhota je také název katastrálního území o rozloze 1,53 km².

## Historie
První písemná zmínka o vesnici pochází z roku 1385. V 15. století byla v obci tvrz, ale bohužel kvůli častému názvu vsi Lhota, o dalších osudech tvrze není známo nic podstatného. Název vesnice Tetourova Lhota, někdy Tetaurova Lhota byl odvozen od jména majitelů. Ves měl v držení rod Tetourů z Tetova. V 16. století byla ves připojena k Vlksicům až do roku 1597, kdy byla Lhota připojena k Chyškám. Místní tvrz zůstala neobydlená a postupně zpustla. V 18. století byly ještě viditelné zbytky zdí tvrze a příkopy.
Sbor dobrovolných hasičů byl založen roku 1923.
Osada patřila farou, školou a ostatním pod nedaleké Chyšky.
V roce 1930 měla ves 21 popisných čísel a 91 obyvatel.

## Obyvatelstvo
| Rok            | 1869 | 1880 | 1890 | 1900 | 1910 | 1921 | 1930 | 1950 | 1961 | 1970 | 1980 | 1991 | 2001 | 2011 | 2021 |
| -------------- | ---- | ---- | ---- | ---- | ---- | ---- | ---- | ---- | ---- | ---- | ---- | ---- | ---- | ---- | ---- |
| Počet obyvatel | 167  | 141  | 150  | 127  | 111  | 98   | 91   | 85   | 63   | 53   | 32   | 14   | 16   | 24   | 22   |
| Počet domů     | 20   | 20   | 20   | 20   | 21   | 20   | 21   | 21   | 17   | 16   | 14   | 16   | 25   | 24   | 24   |

## Obecní správa
Při sčítání lidu v letech 1850–1961 Podchýšská Lhota byla osadou obce Střítež v okrese Milevsko. Od roku 1962 je částí obce Chyšky v okrese Písek.

## Pamětihodnosti
- Na místě tvrze Tetourů z Tetova, která je vedená v Seznamu kulturních památek v okrese Písek, jsou postavené chalupy.
- Ve vesnici a v okolí se nachází celá řada udržovaných křížů. Nejvíce jsou soustředěny po bývalé cestě do Chyšek. Vede tam zeleně značená pěší turistická trasa. První kříž se nachází těsně za vsí, ostatní jsou postupně po obou stranách cesty. Zhruba v půli se nachází kříž, který nese dataci 1907. Zde se také nachází torzo poničeného kříže. Kříž se nachází také ve vesnici na soukromém pozemku nad Nadějkovským rybníkem.
- Přímo ve vesnici se nachází návesní kaple. Kaple je zasvěcena Panně Marii je z 18. století.[9]
- Po bývalé cestě do Chyšek se nachází prostorová kaple zasvěcená svatému Janu Nepomuckému. Kaple byla postavena roku 1816.[9] Vede tam zeleně značená pěší turistická trasa zhruba kilometr.
- Nad vesnicí v lesíku u staré cesty vedoucí do Stříteže se nachází výklenková kaple zasvěcená Panně Marii.[10] Uprostřed návsi se nachází rybník Lhotský (dříve Nadějkovský) o výměře 4 ha, který byl v roce 2012 rekonstruován a přejmenován na "Lhotský".

## Galerie

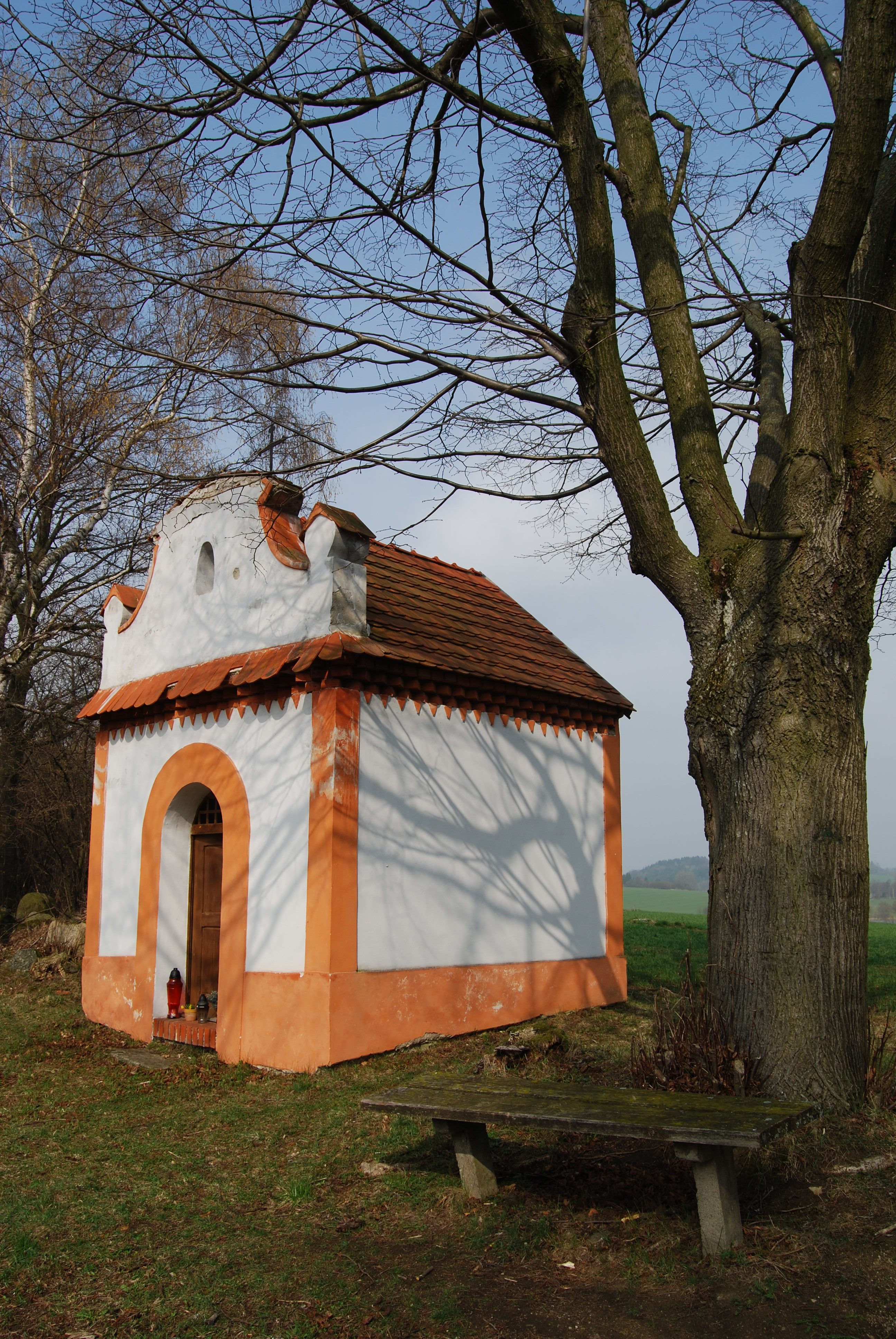
Kaple svatého Jana Nepomuckého
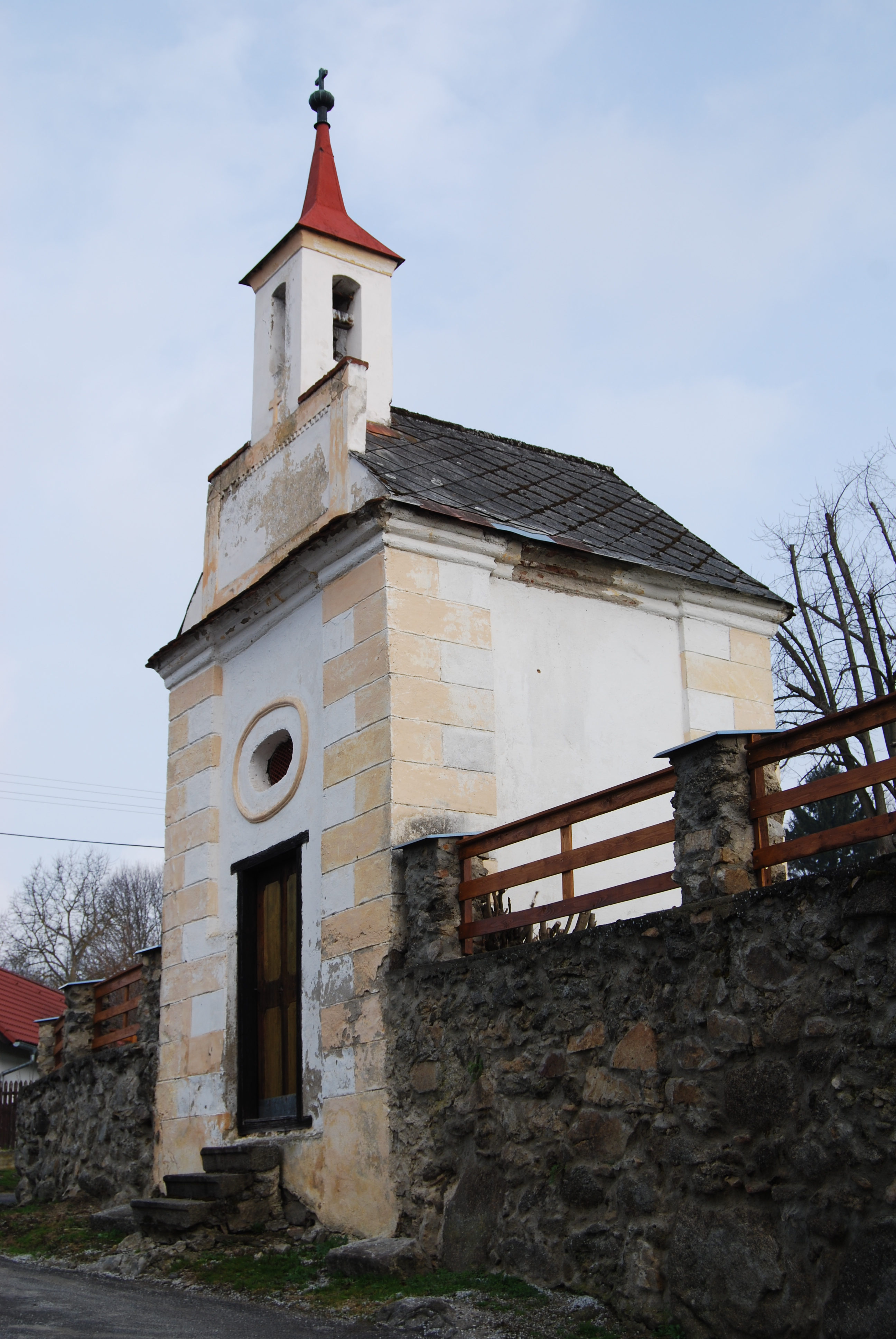
Kaple Panny Marie
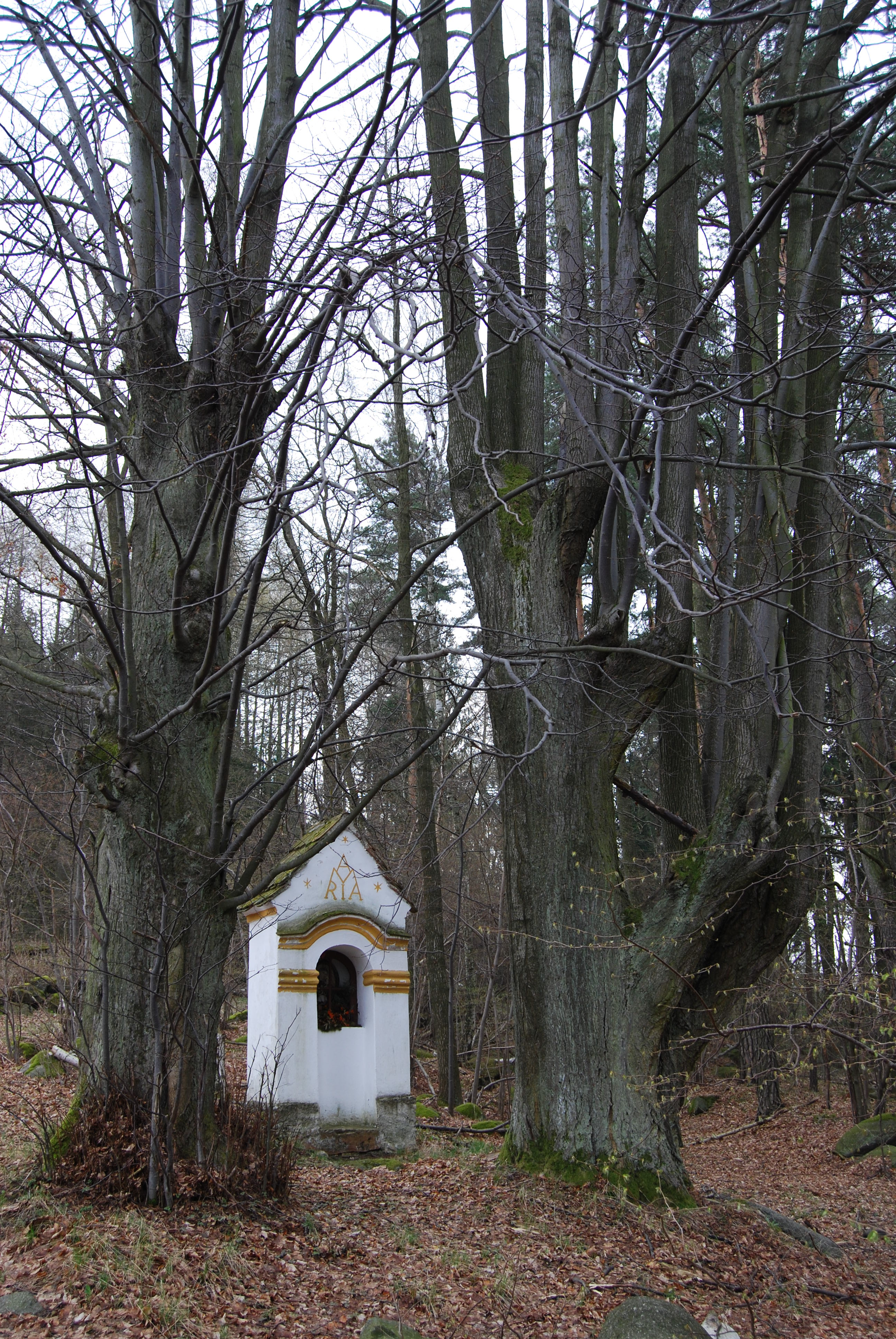
Výklenková kaple Panny Marie v lesíku
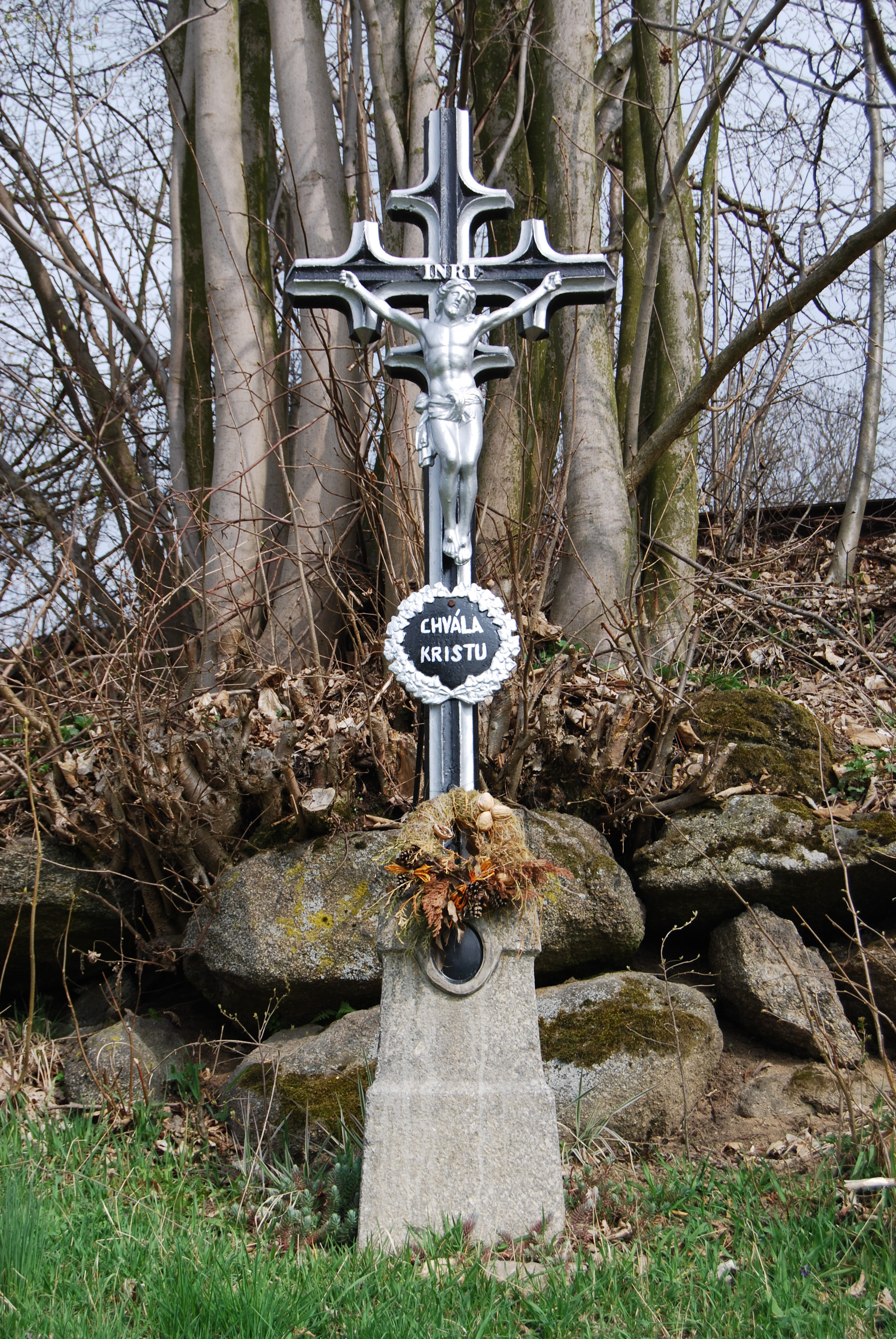
Kříž nad Nadějkovským rybníkem
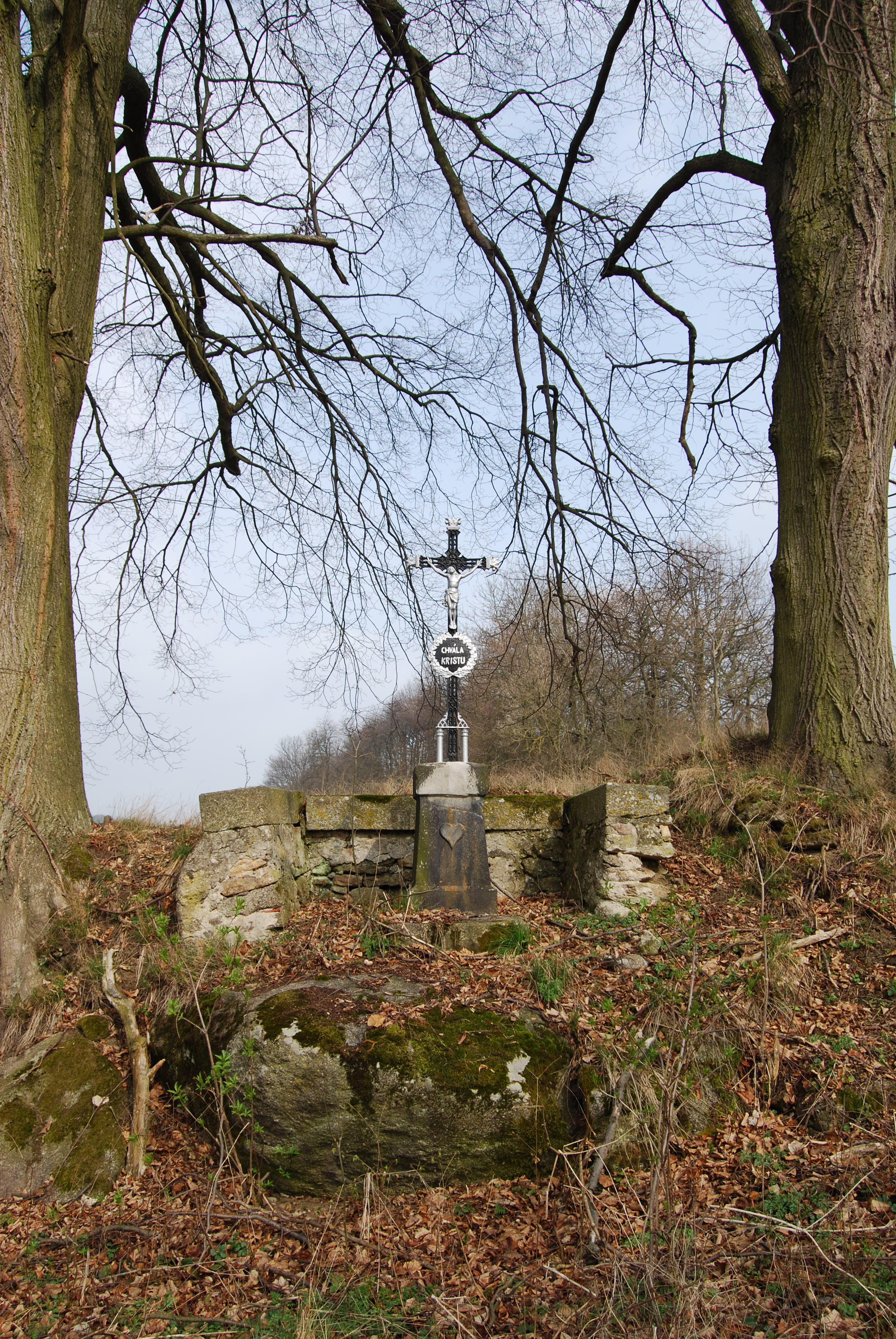
Kříž za vsí u bývalé cesty do Chyšek
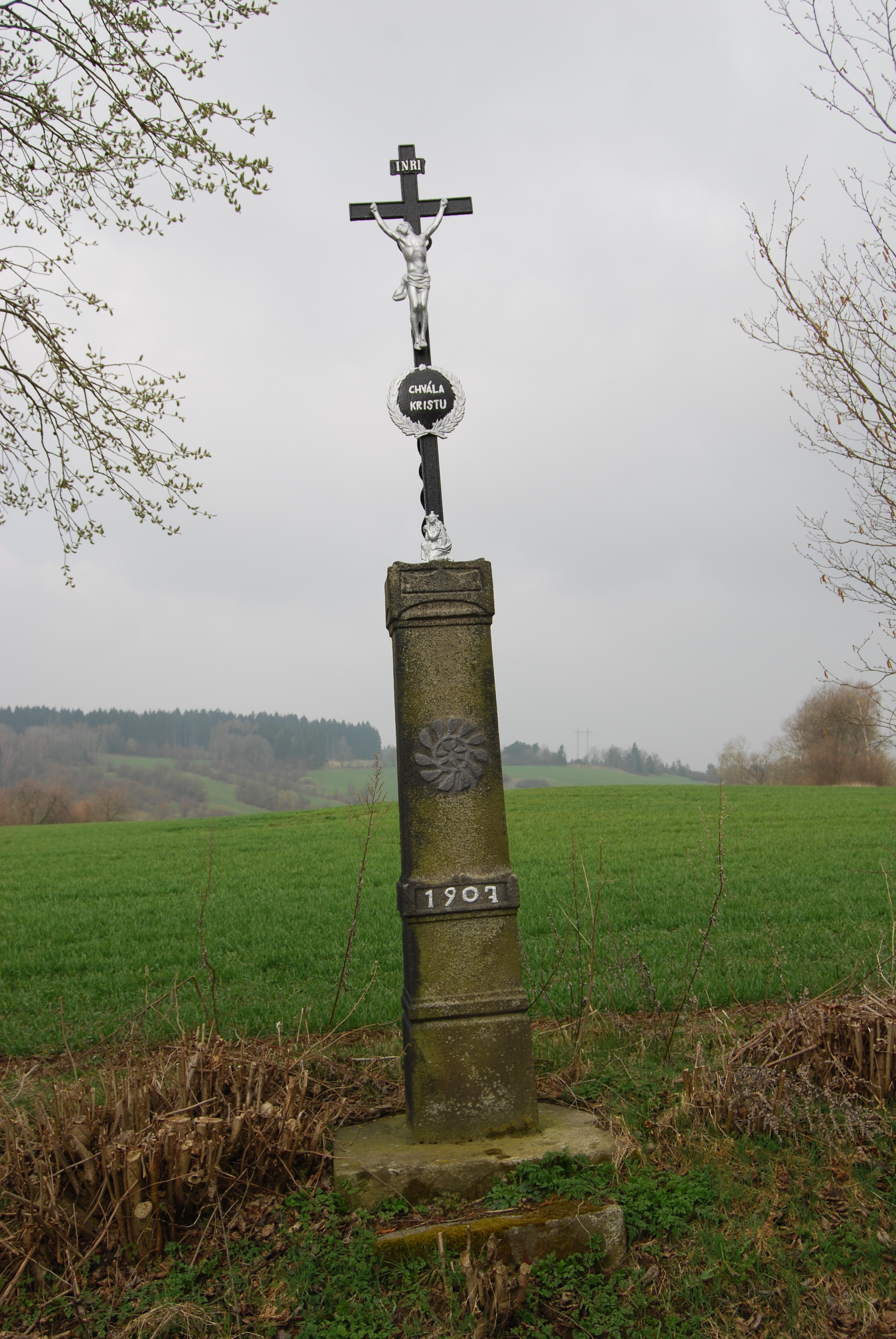
Kříž z roku 1907 po bývalé cestě do Chyšek